# Soro (distrikt)
Soro är ett distrikt i Etiopien.   Det ligger i zonen Hadiya och regionen Ye Debub Biheroch Bihereseboch na Hizboch, i den centrala delen av landet, 210 km sydväst om huvudstaden Addis Abeba.